# Anna Barbara Reinhart

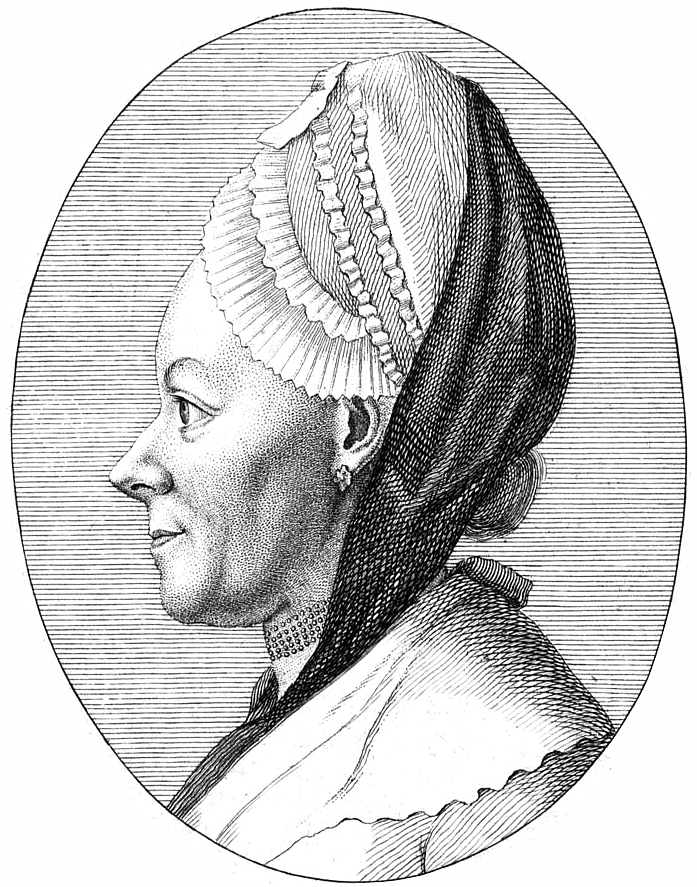
Anonymes Porträt von Anna Barbara Reinhart in Punktier- und Kupferstich

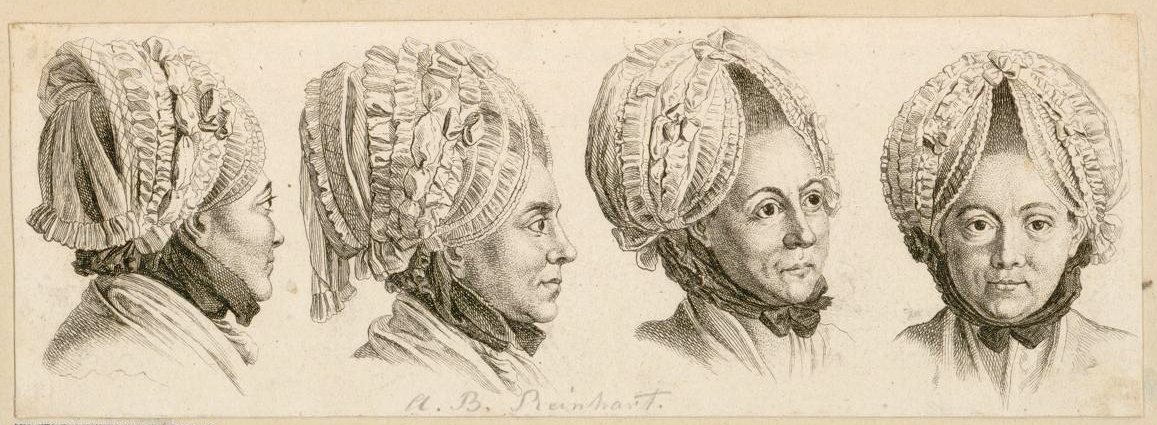
Vier Ansichten von Reinhart, anonyme Graphik

Anna Barbara Reinhart (* 12. Juli 1730 in Winterthur; † 5. Januar 1796 ebenda), auch Barbara Reinhart, war eine Schweizer Mathematikerin.

## Leben
Anna Barbara wurde 1730 als drittes Kind und erste Tochter des Ratsherrn Salomon Reinhart (1693–1761) und der Anna Steiner geboren. Ihre Kindheit wurde von einem Unfall überschattet, als sie bei einem Hochzeitsfest vom Pferd fiel. Der behandelnde Arzt Johann Heinrich Hegner entdeckte ihre mathematische Hochbegabung und erteilte ihr daraufhin Mathematikunterricht. Sie lernte Latein und Französisch und studierte selbständig Werke von Leonhard Euler, Gabriel Cramer, Pieter van Musschenbroek, Jérôme Lalande und Isaac Newton. Reinhart korrespondierte mit und erhielt Besuche von vielen bedeutenden Gelehrten ihrer Zeit. Sie erteilte auch Mathematikunterricht, wobei Ulrich Hegner, der spätere Schriftsteller und Sohn von Johann Heinrich Hegner, und Heinrich Bosshard von Rümikon, ein bekannter Laienprediger, zu ihren Schülern zählten.
Sie veröffentlichte keine eigenen Werke, verfasste aber umfangreiche handschriftliche Anmerkungen zu den von ihr gelesenen Arbeiten. In einem Brief an Christoph Jezler vom 8. April 1767 schreibt Reinhart:

«Ich denke nicht, dass meine Freunde dise manuscripts bey meinem Absterben etwan meinem Gedächtniß zu Ehren verbrennen werden, um ihre Asche der meinen beyzusetzen. Vielmehr denke [ich] Hr. Dr. Hegner würde sie zu einem Angedenken unsrer Freundschaft, und daß auch ich einmahl hier gewesen, aufbehalten.»

Diese Hoffnung erfüllte sich nicht; Reinhart überlebte sowohl Hegner als auch Jezler, und ihre Manuskripte sind verschollen. Es wurde vermutet, dass sie nach ihrem Tod als Packpapier dienten.
Barbara Reinhart verstarb 1796 im Alter von 65 Jahren an den Folgen der Gicht und den Nachwirkungen des Unfalls in ihrer Kindheit, von dem sie sich nie ganz erholen konnte.

## Rezeption
Reinhart wird und wurde von bedeutenden Mathematikerkollegen als eine der wichtigsten Mathematikerinnen des 18. Jahrhunderts angesehen: so von Johann II Bernoulli, der sie über Émilie du Châtelet stellte, und auch von Daniel Bernoulli, der ihre Verbesserung und Erweiterung der Lösung des Verfolgungsproblems durch Pierre-Louis Moreau de Maupertuis lobte. 2003 wurde im Sulzer-Areal in ihrer Heimatstadt eine Strasse nach ihr benannt.